# Grbavci (Bośnia i Hercegowina)
Grbavci (cyr. Грбавци) – wieś w Bośni i Hercegowinie, w Republice Serbskiej, w gminie Gradiška. W 2013 roku liczyła 594 mieszkańców.